# Hipopótamo-pigmeu-de-malta
O hipopótamo-pigmeu-de-malta (Hippopotamus melitensis) é uma espécie extinta de hipopótamo que habitou a ilha de Malta, em decorrência da Crise de Salinidade Messiniana  durante o Pleistoceno. A ausência de predadores promoveu o seu nanismo insular. A maioria dos restos fósseis desta espécie é originária de Għar Dalam, uma gruta de Malta famosa pelos seus depósitos fósseis do Pleistoceno.